# 国鉄カ500形貨車
国鉄カ500形貨車（こくてつカ500がたかしゃ）は、かつて日本国有鉄道（国鉄）およびその前身である鉄道省等に在籍した10 t 積みの家畜車である。

## 概要
1928年（昭和3年）5月の車両称号規程改正によりカ543形（カ543 - カ571）、カ5640形（カ5640 - カ5838）、カ5840形（カ5840 - カ5925）合計287両はカ500形（カ500 - カ786）1形式にまとめられ形式名変更された。同時に10 t 積みカ1形も制定されたが、違いは本形式は車軸が長軸車であるのに対してカ1形は短軸車であった。
対象車両は大半が1906年（明治39年）公布の鉄道国有法により国有化された以前の車両である。当時は高価である冷蔵車はあまり用いられず、生きたままの輸送が一般的であった。カ500形1形式にまとめられたが形態は様々である。この為外観からは形式名の識別は困難である。
車体塗色は黒一色であり、寸法関係は一例として、全長は7,012 mm、全幅は2,406 mm、全高は3,200 mm、実容積は24.5 m3、自重は6.1 t - 6.9 tである。
1952年（昭和27年）に「老朽貨車の形式廃車」の対象形式に指定され、同年6月26日通達「車管第1232号」により告示された。（当時の本形式在籍車数は68両であった）戦後未捕捉車が数両存在したため、昭和34年度に調査が行われ在籍車なしが確認された為形式消滅した。